# Plocoglottis plicata
Plocoglottis plicata là một loài thực vật có hoa trong họ Lan. Loài này được (Roxb.) Ormerod mô tả khoa học đầu tiên năm 2001.